# Presentació Visual Serial Ràpida
La Presentació Visual Serial Ràpida (PVSR) és una tècnica de presentació visual que mostra la informació per fragments i de manera seqüencial, aportant una relació entre la informació mostrada i l'espai/temps utilitzat summament satisfactòria. Aquest mètode va sorgir, en un primer moment, com una eina per a l'estudi del comportament humà durant la lectura. Avui dia, això no obstant, es presenta com una tècnica que promet millorar de forma ostensible l'eficiència en la lectura, sobretot en situacions on la superfície de la pantalla de presentació és més aviat limitada.

## Orígens
El mètode PVSR va ser introduït, per primera vegada, per Foster i consistia en la presentació de textos o fragments lingüístics en un lloc fix de la pantalla del computador. Mitjançant aquest mètode es permetia a l'investigador (dintre de l'àmbit de l'estudi de la psicologia perceptiva i cognitiva) controlar el temps d'exposició paraules, frases o sentències. A més, també es donava la possibilitat de tenir una font empírica fiable per a contrastar teories sobre els processos cognitius implicats en la lectura i comprensió lectora. En l'aplicació, PVSR permetia l'optimització d'alguns aspectes tals com la velocitat lectora i, fins i tot, en referència a alguns estudis, podia produir millores en l'habilitat lectora de subjectes amb deficiències; tot això gràcies al fet que el mètode de presentació visual serial ràpida no requereix (com comentarem més àmpliament en el següent punt) dels moviments oculars i optimitza l'assimilació d'informació visualitzada.

## Concepte i funcionament
La visualització (i posterior assimilació) d'informació habitualment s'ha basat en l'observació (activa i participativa) i lectura d'un text en un paper o en altre tipus de mitjà físic, per exemple l'ordinador. Com ressenyem en les línies prèvies, aquesta forma tan comuna de lectura requeria una clara participació del receptor de la informació o lector, un paper actiu i fonamental. És per això, que la correcta i òptima assimilació d'informació pot veure's limitada per les capacitats lectores del receptor. Durant la lectura d'un text sobre paper el sistema visual humà realitza tres tasques diferents:
1. mirades fixes o fixacions per al processament de la informació.
2. moviments sacàdics, que funcionen com a elements transitoris entre fixació i fixació.
3. escombrats de retorn, utilitzats per a canviar de línia.

Aquests dos últims moviments oculars, són realitzats molt ràpidament (40 i 50 ms, respectivament) les fixacions, no obstant això, requereixen un temps considerablement major (230 ms per als lectors especialment hàbils i 330 ms per al lector mitjà).

La lectura mitjançant PVSR es realitza, com ja hem comentat, de manera seqüencial; el text es mostra per pantalla mitjançant petites parts o fragments en una àrea reduïda. Cada fragment contindria una o unes poques paraules depenent de l'amplària de la pantalla de presentació. Per tant, si llegim amb PVSR el text procedeix per si mateix, els moviments oculars sacàdics i d'escombrat de tornada es reduïxen i el paper del receptor de la informació o lector resulta menys important. En definitiva, la lectura es torna més àgil, dinàmica i requereix menys espai.

La velocitat de la presentació de text, a l'utilitzar-se PVSR s'amida, habitualment, en paraules per minut (wpm). El temps d'exposició de cada fragment de text és calculat sobre la base del conjunt de la presentació i a quanta velocitat pot mostrar-se en la pantalla de presentació de text. Hi ha pocs o gairebé cap estudi sobre com es poden calcular, exactament, aquests temps d'exposició. No obstant això, s'han fixat de manera general.

Simulació (exagerada) d'un procés de lectura tradicional. El lector realitza fixacions, moviments sacàdics i canvis de línia.

Simulació d'un procés de lectura amb PVSR (esquema bàsic: no té per què presentar cap semblança amb un sistema real PVSR).Com es pot veure el text es mostra fragmentat i seqüencialment.

## Aplicacions
Aplicacions tradicionals: Estudi i detecció d'irregularitats o deficiències en el procés cognitiu i/o perceptivo durant la lectura.
Aplicacions innovadores: Les prestacions i característiques de la PVSR la converteixen en una tècnica molt valuosa per a la seva aplicació en PDAs, telèfons mòbils o ordinadors portàtils. Com ja s'ha comentat, el mètode que és objecte d'aquest article, es torna especialment eficaç en situacions on les àrees de presentació són reduïdes, on cal, en definitiva, d'una bona relació entre informació, temps i espai. Per tot això, la PSVR és un mètode amb gran projecció i potencial en la seva aplicació en tecnologies com les aquí esmentades.

## Altres mètodes
Diferents estudis sobre comportament humà durant la lectura han conclòs que existeix una gran variació en la durada de les fixacions individuals, així com la durada total de la mirada sobre les diferents paraules. A causa d'aquesta variabilitat tan palesa dintre del procés de lectura, ha nascut el mètode Presentació Visual Serial Ràpida Adaptable, que intenta simular o imitar més satisfactòriament el procés cognitiu del lector durant el processament del text mitjançant l'ajustament de cada temps d'exposició relatiu a un fragment de text respecte al text que figura en la pantalla de presentació de PVSR.